# Omloop Nieuwsblad
El Omloop Nieuwsblad (antiguamente Omloop van Vlaanderen y Omloop Het Volk) es una carrera de un día profesional de ciclismo en ruta que se disputa en la región de Flandes, en Bélgica. Tradicionalmente se celebra el último sábado de febrero, un día antes que la Kuurne-Bruselas-Kuurne, y pertenece al calendario UCI WorldTour, máxima categoría de las carreras profesionales.
Se disputó por primera vez en 1945 como preparación para el Tour de Flandes. Desde entonces, se ha celebrado anualmente excepto en 1960, 1986 y 2004 debido al mal tiempo.
El Omloop inicia la temporada de carreras europeas en el calendario UCI WorldTour y conforma, junto a la Kuurne-Bruselas-Kuurne, el 'fin de semana inaugural' de la temporada de clásicas de pavé belga. También inaugura la temporada de clásicas de pavé en el calendario UCI WorldTour. 
Con tres triunfos, son tres los ciclistas que poseen el récord de victorias en la prueba: Ernest Sterckx (1952, 1953 y 1956), Joseph Bruyère (1974, 1975, y 1980) y Peter Van Petegem (1997, 1998 y 2002).
Está organizado por Flanders Classics y desde 1950 y 2006 la carrera cuenta con una versión sub-23 y femenina.

## Historia
El Omloop se creó en 1945 por el diario deportivo Het Volk como preparación para De Ronde. Ese mismo año el Sporting Club Kuurne también fundó la Kuurne-Bruselas-Kuurne, que inicialmente se llevó a cabo en junio pero en 1949 se trasladó al mismo fin de semana que el Omloop para crear aún más aliciente a la etapa previa al Tour de Flandes.
Inicialmente la clásica se llamó Omloop van Vlaanderen pero a partir de 1947 pasó a denominarse Omloop Het Volk, por su organizador. En 2008, con la fusión de los diarios rivales Het Volk y Het Nieuwsblad la carrera paso a denominarse Omloop Het Nieuwsblad, nombre actual de la prueba.
Desde su primera edición, el Omloop ha dado comienzo a la temporada de carreras en Bélgica.

## Palmarés (masculino)

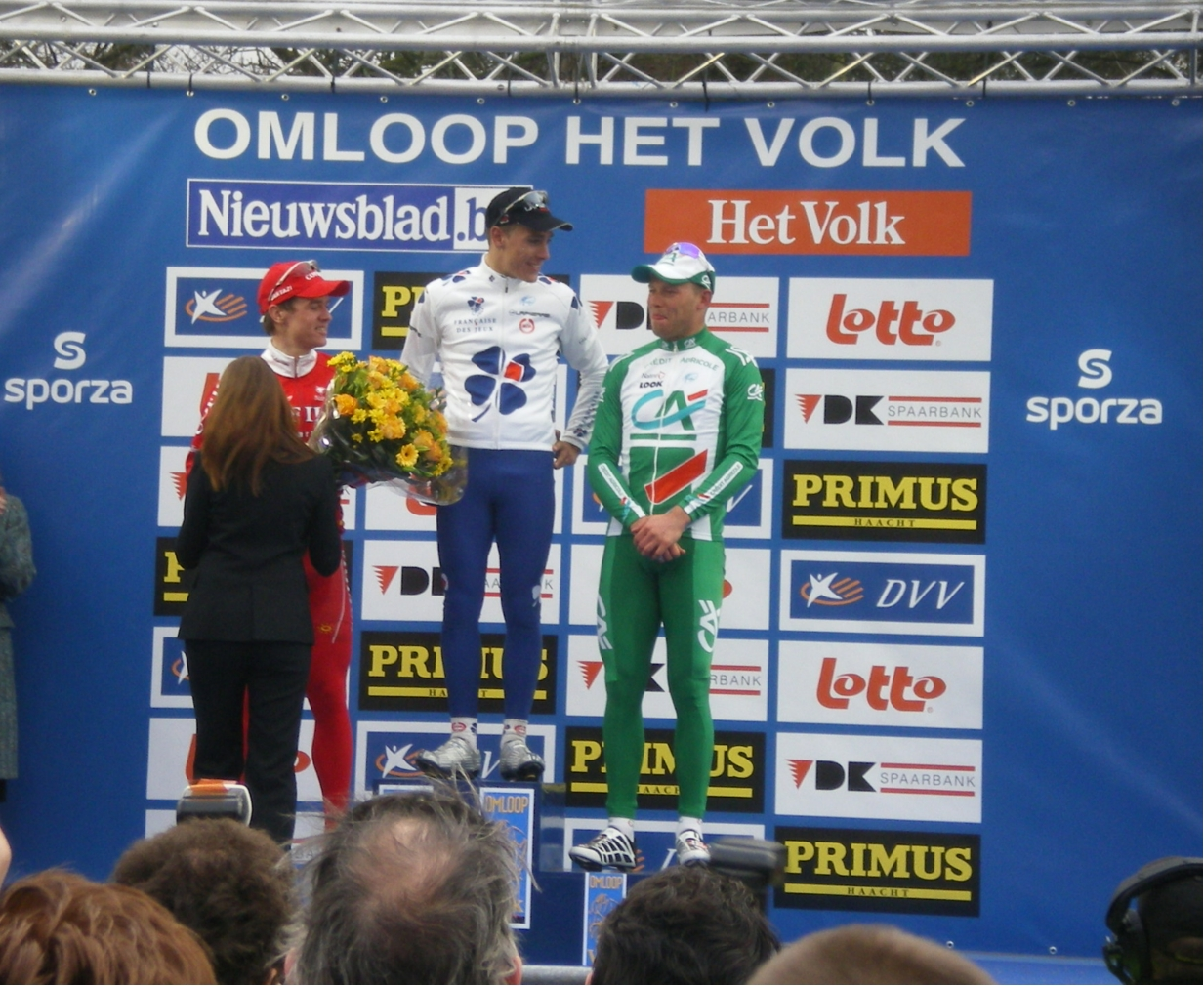
Podio de la edición de 2008

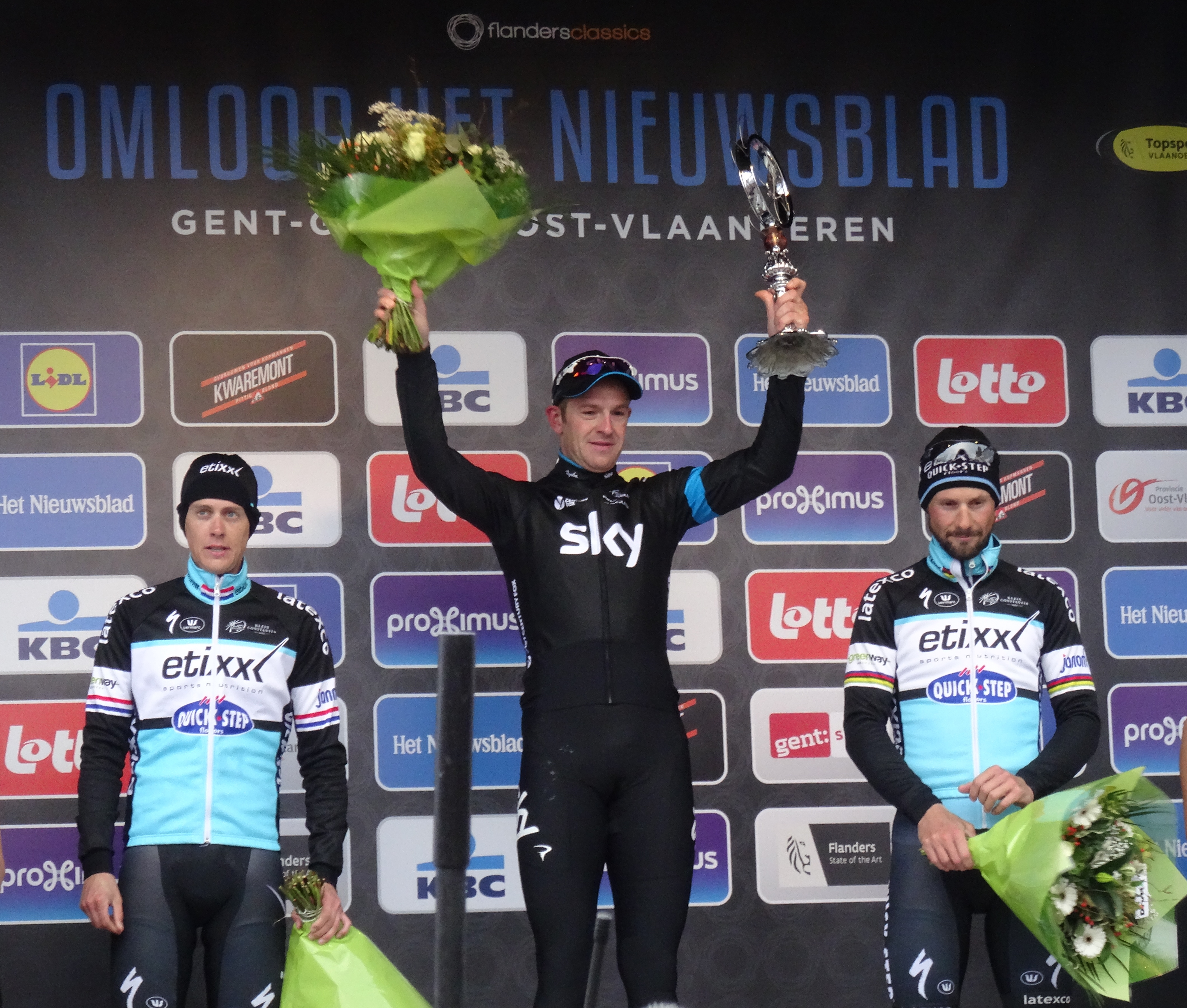
Podio de la edición de 2015

| Año                                  | Ganador             | Segundo                 | Tercero                  |
| ------------------------------------ | ------------------- | ----------------------- | ------------------------ |
| Omloop van Vlaanderen                |                     |                         |                          |
| 1945                                 | Jean Bogaerts       | Maurice Desimpelaere    | Robert van Eenaeme       |
| 1946                                 | André Pieters       | Marcel Rijckaert        | Emmanuel Thoma           |
| Omloop Het Volk                      |                     |                         |                          |
| 1947                                 | Albert Sercu        | Emiel Faignaert         | Achille Buysse           |
| 1948                                 | Sylvain Grysolle    | Fausto Coppi            | Marcel Hendrickx         |
| 1949                                 | André Declerck      | Frans Leenen            | Maurice Mollin           |
| 1950                                 | André Declerck      | Maurice Meersman        | Albéric Schotte          |
| 1951                                 | Jean Bogaerts       | Lionel Van Brabant      | Raymond Impanis          |
| 1952                                 | Ernest Sterckx      | Raymond Impanis         | André Declerck           |
| 1953                                 | Ernest Sterckx      | Maurice Mollin          | Marcel Rijckaert         |
| 1954                                 | Karel De Baere      | Roger De Corte          | Jan De Valck             |
| 1955                                 | Lode Anthonis       | André Rosseel           | André Vlaeyen            |
| 1956                                 | Ernest Sterckx      | Albéric Schotte         | Leopold Schaeken         |
| 1957                                 | Norbert Kerckhove   | Pino Cerami             | Leon Van Daele           |
| 1958                                 | Jef Planckaert      | Rik Van Looy            | Roger De Corte           |
| 1959                                 | Seamus Elliott      | Fred de Bruyne          | Théo Dingens             |
| 1960 No se disputó por el mal tiempo |                     |                         |                          |
| 1961                                 | Arthur Decabooter   | Frans Schoubben         | Georges Decraeye         |
| 1962                                 | Robert De Middeleir | Jean-Baptiste Claes     | Roger De Coninck         |
| 1963                                 | René Van Meenen     | Ludo Janssens           | Jean-Baptiste Claes      |
| 1964                                 | Frans Melckenbeeck  | Arthur Decabooter       | Yvo Molenaers            |
| 1965                                 | Noël De Pauw        | Marcel Vanden Bogaert   | Jos van der Vleuten      |
| 1966                                 | Jo De Roo           | Walter Godefroot        | Eddy Merckx              |
| 1967                                 | Willy Vekemans      | Joseph Spruyt           | Edward Sels              |
| 1968                                 | Herman Van Springel | Rolf Wolfshohl          | Bernard Van de Kerckhove |
| 1969                                 | Roger de Vlaeminck  | Daniel van Ryckeghem    | Valère van Sweevelt      |
| 1970                                 | Frans Verbeeck      | Roger Rosiers           | Andre Dierickx           |
| 1971                                 | Eddy Merckx         | Roger Rosiers           | Noël Vantyghem           |
| 1972                                 | Frans Verbeeck      | Andre Dierickx          | Eddy Merckx              |
| 1973                                 | Eddy Merckx         | Roger de Vlaeminck      | Albert Van Vlierberghe   |
| 1974                                 | Joseph Bruyère      | Patrick Sercu           | Rik Van Linden           |
| 1975                                 | Joseph Bruyère      | Patrick Sercu           | José De Cauwer           |
| 1976                                 | Willem Peeters      | Hennie Kuiper           | Patrick Sercu            |
| 1977                                 | Freddy Maertens     | Jan Raas                | Ludo Peeters             |
| 1978                                 | Freddy Maertens     | Alfons Van Katwijk      | Jan Raas                 |
| 1979                                 | Roger de Vlaeminck  | Jan Raas                | Frank Hoste              |
| 1980                                 | Joseph Bruyère      | Walter Planckaert       | Sean Kelly               |
| 1981                                 | Jan Raas            | Gilbert Duclos-Lassalle | Jean-Luc Vandenbroucke   |
| 1982                                 | Alfons De Wolf      | Graham Jones            | Sean Kelly               |
| 1983                                 | Alfons De Wolf      | Jan Raas                | Luc Colijn               |
| 1984                                 | Eddy Planckaert     | Jean-Luc Vandenbroucke  | Ludo Peeters             |
| 1985                                 | Eddy Planckaert     | Jacques Hanegraaf       | Jozef Lieckens           |
| 1986 No se disputó por el mal tiempo |                     |                         |                          |
| 1987                                 | Teun van Vliet      | Steven Rooks            | Jan Goessens             |
| 1988                                 | Ronny Van Holen     | Johan Lammerts          | John Talen               |
| 1989                                 | Etienne De Wilde    | Sean Kelly              | Remig Stumpf             |
| 1990                                 | Johan Capiot        | Edwig van Hooydonck     | Etienne De Wilde         |
| 1991                                 | Andreas Kappes      | Carlo Bomans            | Edwig van Hooydonck      |
| 1992                                 | Johan Capiot        | Peter Pieters           | Eric Vanderaerden        |
| 1993                                 | Wilfried Nelissen   | Olaf Ludwig             | Eric Vanderaerden        |
| 1994                                 | Wilfried Nelissen   | Frédéric Moncassin      | Andreas Kappes           |
| 1995                                 | Franco Ballerini    | Edwig van Hooydonck     | Andréi Chmil             |
| 1996                                 | Tom Steels          | Hendrik Redant          | Olaf Ludwig              |
| 1997                                 | Peter van Petegem   | Tom Steels              | Johan Capiot             |
| 1998                                 | Peter van Petegem   | Gianluca Bortolami      | Andréi Chmil             |
| 1999                                 | Frank Vandenbroucke | Wilfried Peeters        | Tom Steels               |
| 2000                                 | Johan Museeuw       | Steffen Wesemann        | Servais Knaven           |
| 2001                                 | Michele Bartoli     | Hendrik van Dyck        | Matthé Pronk             |
| 2002                                 | Peter van Petegem   | Frank Høj               | Michel Vanhaecke         |
| 2003                                 | Johan Museeuw       | Max van Heeswijk        | Paolo Bettini            |
| 2004 No se disputó por el mal tiempo |                     |                         |                          |
| 2005                                 | Nick Nuyens         | Tom Boonen              | Steven de Jongh          |
| 2006                                 | Philippe Gilbert    | Bert De Waele           | Léon van Bon             |
| 2007                                 | Filippo Pozzato     | Juan Antonio Flecha     | Tom Boonen               |
| 2008                                 | Philippe Gilbert    | Nick Nuyens             | Thor Hushovd             |
| Omloop Het Nieuwsblad                |                     |                         |                          |
| 2009                                 | Thor Hushovd        | Kevyn Ista              | Juan Antonio Flecha      |
| 2010                                 | Juan Antonio Flecha | Heinrich Haussler       | Tyler Farrar             |
| 2011                                 | Sebastian Langeveld | Juan Antonio Flecha     | Mathew Hayman            |
| 2012                                 | Sep Vanmarcke       | Tom Boonen              | Juan Antonio Flecha      |
| 2013                                 | Luca Paolini        | Stijn Vandenbergh       | Sven Vandousselaere      |
| 2014                                 | Ian Stannard        | Greg Van Avermaet       | Edvald Boasson Hagen     |
| 2015                                 | Ian Stannard        | Niki Terpstra           | Tom Boonen               |
| 2016                                 | Greg Van Avermaet   | Peter Sagan             | Tiesj Benoot             |
| 2017                                 | Greg Van Avermaet   | Peter Sagan             | Sep Vanmarcke            |
| 2018                                 | Michael Valgren     | Łukasz Wiśniowski       | Sep Vanmarcke            |
| 2019                                 | Zdeněk Štybar       | Greg Van Avermaet       | Tim Wellens              |
| 2020                                 | Jasper Stuyven      | Yves Lampaert           | Søren Kragh Andersen     |
| 2021                                 | Davide Ballerini    | Jake Stewart            | Sep Vanmarcke            |
| 2022                                 | Wout van Aert       | Sonny Colbrelli         | Greg Van Avermaet        |
| 2023                                 | Dylan van Baarle    | Arnaud De Lie           | Christophe Laporte       |
| 2024                                 | Jan Tratnik         | Nils Politt             | Wout van Aert            |
| Omloop Nieuwsblad                    |                     |                         |                          |
| 2025                                 | Søren Wærenskjold   | Paul Magnier            | Jasper Philipsen         |

## Estadísticas

### Más victorias
| Ciclista           | Victorias | Años              |
| ------------------ | --------- | ----------------- |
| Ernest Sterckx     | 3         | 1952, 1953 y 1956 |
| Joseph Bruyère     | 3         | 1974, 1975 y 1980 |
| Peter van Petegem  | 3         | 1997, 1998 y 2002 |
| André Declerck     | 2         | 1949 y 1950       |
| Frans Verbeeck     | 2         | 1970 y 1972       |
| Eddy Merckx        | 2         | 1971 y 1973       |
| Freddy Maertens    | 2         | 1977 y 1978       |
| Roger De Vlaeminck | 2         | 1969 y 1979       |
| Alfons De Wolf     | 2         | 1982 y 1983       |
| Eddy Planckaert    | 2         | 1984 y 1985       |
| Johan Capiot       | 2         | 1990 y 1992       |
| Wilfried Nelissen  | 2         | 1993 y 1994       |
| Johan Museeuw      | 2         | 2000 y 2003       |
| Philippe Gilbert   | 2         | 2006 y 2008       |
| Ian Stannard       | 2         | 2014 y 2015       |
| Greg Van Avermaet  | 2         | 2016 y 2017       |

### Victorias consecutivas
- Dos victorias seguidas:
  -  André Declerck (1949, 1950)
  -  Ernest Sterckx (1952, 1953)
  -  Joseph Bruyère (1974, 1975)
  -  Freddy Maertens (1977, 1978)
  -  Alfons De Wolf (1982, 1983)
  -  Eddy Planckaert (1984, 1985)
  -  Wilfried Nelissen (1993, 1994)
  -  Peter van Petegem (1997, 1998)
  -  Ian Stannard (2014, 2015)
  -  Greg Van Avermaet (2016, 2017)

En negrilla corredores activos.

## Palmarés por países
| País            | Victorias | Último vencedor             |
| --------------- | --------- | --------------------------- |
| Bélgica         | 58        | Wout van Aert en 2022       |
| Italia          | 5         | Davide Ballerini en 2021    |
| Países Bajos    | 5         | Dylan van Baarle en 2023    |
| Reino Unido     | 2         | Ian Stannard en 2015        |
| Noruega         | 2         | Søren Wærenskjold en 2025   |
| Irlanda         | 1         | Seamus Elliott en 1959      |
| España          | 1         | Juan Antonio Flecha en 2010 |
| Dinamarca       | 1         | Michael Valgren en 2018     |
| República Checa | 1         | Zdeněk Štybar en 2019       |
| Eslovenia       | 1         | Jan Tratnik en 2024         |

## Omloop Het Nieuwsblad sub-23
La competencia para sub-23 se creó en el 1950 y pertenece al UCI Europe Tour desde 2010 en la categoría 1.2 (última categoría del profesionalismo en carreras de un día).